# Greater Carrollwood
Greater Carrollwood é uma Região censo-designada localizada no estado americano da Flórida, no Condado de Hillsborough.

## Demografia
Segundo o censo americano de 2000, a sua população era de 33.519 habitantes.

## Geografia
De acordo com o United States Census Bureau tem uma área de 26,7 km², dos quais 24,8 km² cobertos por terra e 1,9 km² cobertos por água.

## Localidades na vizinhança
O diagrama seguinte representa as localidades num raio de 8 km ao redor de Greater Carrollwood.